# Polyforum Cultural Siqueiros

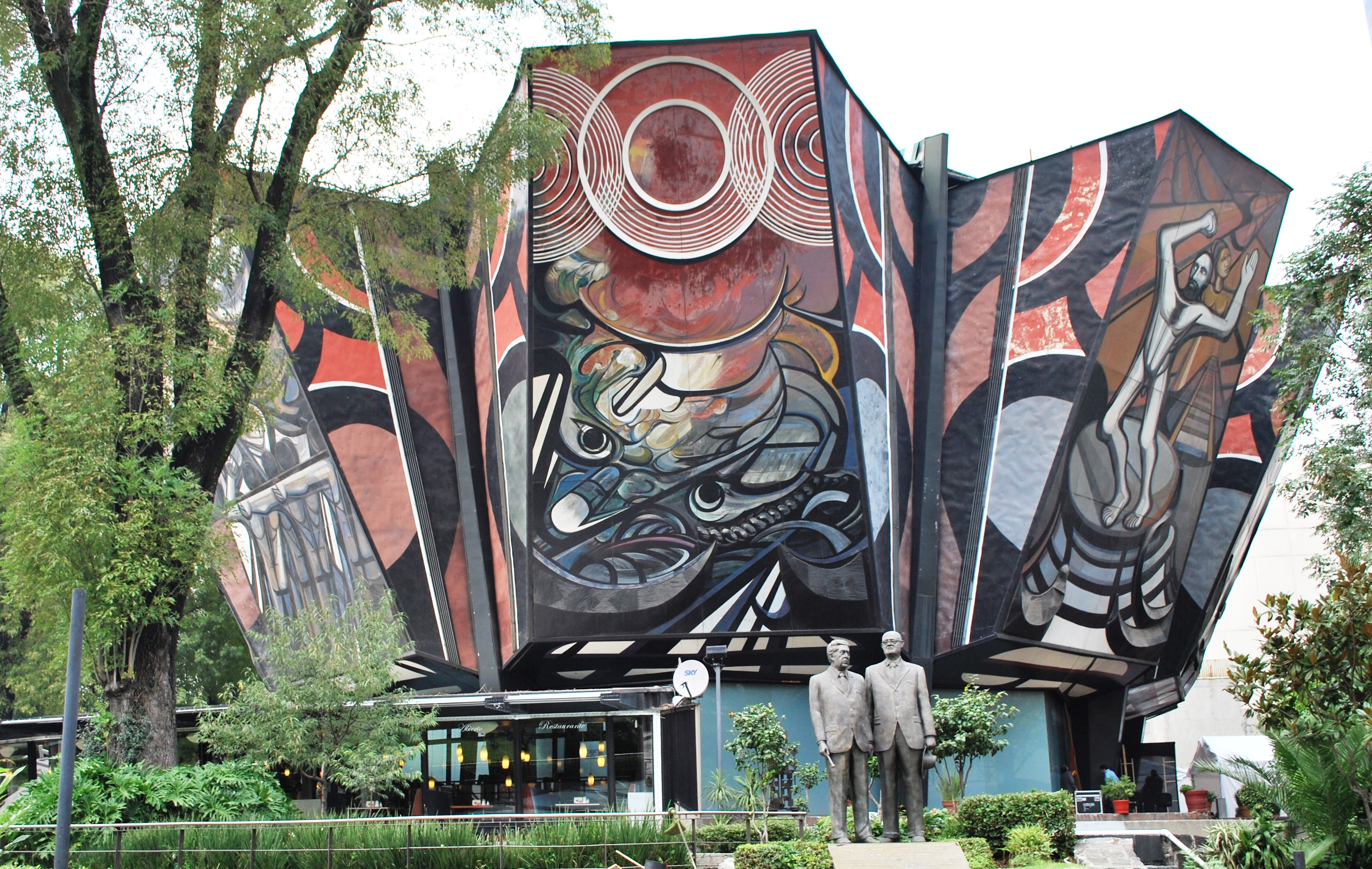
Polyforum Cultural Siqueiros

Het Polyforum Cultural Siqueiros is een multifunctionele culturele faciliteit in het World Trade Center México in Mexico-Stad. Het is een bekende locatie vanwege zowel het feit dat het deel uitmaakt van het WTC Mexico als vanwege de eigen opvallende vorm, en de uitgebreide muurschilderingen van David Alfaro Siqueiros, naar wie het complex is genoemd.
Het Polyforum werd gebouwd als deel van het Hotel de México in de jaren 60, gefinancierd door Manuel Suárez y Suárez, die Siqueiros uitnodigde het gebouw te ontwerpen en decoreren. Siqueiros ontwierp een dodecaëdervormig gebouw en schilderde muurschilderingen op de meeste oppervlakten. De bekendste schildering is de Mars van de Mensheid (La Marcha de la Humanidad), die alle muren van de bovenste verdieping bedekt en 's werelds grootste muurschildering is. Het schilderij beeldt de evolutie van de mensheid af van het verleden tot het heden en biedt ook een blik in de toekomst.
Het gebouw heeft faciliteiten voor theater, kunsttentoonstellingen en andere evenementen. Sinds de aardbeving van 2017 is het gebouw voor publiek gesloten en wordt er gewerkt aan een project om het te restaureren.